# Elizabeth Anne Allen
Elizabeth Anne Allen (18 de novembro de 1970) é uma atriz americana, conhecida por seu papel recorrente como a bruxa Amy Madison na série de televisão Buffy the Vampire Slayer.
Elizabeth foi educada na Gloversville High School em Gloversville, Nova York e formou-se no Russell Sage College, em Troy, no mesmo estado, em 2001. Após o colégio se mudou para Hollywood, para iniciar uma carreira de atriz. Desde 1992, Allen tem trabalhado regularmente, principalmente nos papéis recorrentes em várias séries de televisão. Entre elas Doogie Howser, MD e Silk Stalkings. Allen também teve um papel recorrente na série Bull, como a personagem Pam Boyd.
O papel de Amy Madison em Buffy foi criado para o episódio "Witch", ela também participou de um episódio na segunda temporada, na terceira temporada Amy foi transformada em um rato. Voltou para um arco de três episódio na sexta temporada. E sua ultima aparição foi no episódio "The Killer In Me" na sétima temporada. Na verdade Elizabeth fez o teste para o papel da Buffy, mas perdeu para Sarah Michelle Gellar, mas Joss Whedon ficou tão impressionado com Elizabeth que ele criou a personagem de Amy para ela.